# Petraq Pilika
 (décembre 2023).
Petraq Pilika, né le 3 juin 1924 à Korça et mort en avril 2009 à Tirana, est un mathématicien albanais.

## Biographie
Il est diplômé du lycée français de Korça, participe au mouvement de libération nationale, puis étudie de 1946 à 1951 au département des mathématiques de l'Université Lomonossov de Moscou, duquel il sort diplômé. En 1951, il est nommé chef du département de mathématiques et de physique de l'Institut pédagogique supérieur de Tirana.
Surnommé « le Maître » par ses collègues, il joue un rôle important en fondant et dirigeant l'école scientifique de mathématiques en Albanie en 1957. Il collabore avec le mathématicien soviétique Leonid Ivanovitch Kamynine (ru) entre 1957 et 1959 pour créer et structurer le champ de la recherche des mathématiques en Albanie tout en renforçant les liens entre l'Université de Tirana et l'Université de Moscou.
Parmi tous les albanais formés à Moscou, Pilika est le premier à finir son doctorat en mathématiques sur « quelques théorèmes fondamentaux des Espaces Nikolskii » à l'Université de Moscou en 1961 sous la direction de Sergueï Nikolski,. Il a su gagner le soutien politique de la direction du Parti[Lequel ?] pour le développement des mathématiques en Albanie, même au cours des périodes difficiles[Lesquelles ?], grâce à l'intérêt de l'application des mathématiques pour résoudre des problèmes économiques,. En retour, le régime a investi dans des infrastructures de calcul informatique, dont le Centre de Calcul Mathématique inauguré en 1971. Pilika est membre de l'Académie des Sciences.

## Élèves
Il compte parmi ses élèves :
- Mina Naqo, en 1967
- Kristian Bukuroshi, en 1970
- Mishel Fundo, en 1980, à l'Université de Tirana[7]

## Publications
En tant qu'auteur prolifique[source insuffisante], il a rédigé de nombreux articles qui ont enrichi le domaine des mathématiques en Albanie.
- Teoria e Funksioneve te Variablit Real (La théorie des fonctions des variables réelles), 1979
- Teoria Konstruktive e Funksioneve (La théorie constructive des fonctions) avec Xhezair Teliti, 1984[2]